# Trisetum flavescens
Espèce
Trisetum flavescens, l'avoine dorée ou avoine jaunâtre, est une espèce de plantes monocotylédones de la famille des Poaceae, sous-famille des Pooideae, originaire d'Europe et du bassin méditerranéen, mais présente également en Amérique du Nord et du Sud et en Australasie où elle a été introduite.
C'est une plante herbacée vivace à inflorescence en panicule d'épillets, de 80 cm de haut environ.

## Description
Trisetum flavescens est une plante herbacée vivace cespiteuse, poussant en touffes épaisses, pouvant atteindre 60 à 80 cm de haut, et parfois dépasser 1 m.
Les tiges, dressées ou géniculées ascendantes, comptent de 3 à 5 nœuds. Les feuilles ont un limbe plat, de 3,5 à 18 cm de long, à la surface scabreuse, glabre ou pubescente, et une ligule frangée, courte (de 0,3 à 1.1 mm de haut).
L'inflorescence est une panicule étroite, elliptique, de 6,5 à 15 cm de long, de couleur jaune verdâtre à pourpre virant au jaune d'or en vieillissant,,.
Les épillets, de forme oblongues, comprimés latéralement, ont de 5 à 8 mm de long. Ils sont pédicellés et comprennent de 2 à 4 fleurons fertile et des fleurons réduits vers l'apex. Ils sont insérés entre deux glumes inégales, non aristées, plus fines que la lemme fertile, la glume supérieure, membraneuse, présente trois nervures.
Les fleurons fertiles ont une lemme longue de 4,4 à 6,3 mm, à cinq nervures, à l'apex entier ou denté, munie d'une arête dorsale de 5 à 9 mm de long avec une colonne torsadée.
Chaque fleuron compte trois anthères.

## Biologie
Trisetum flavescens produit des quantités relativement importantes de cholécalciférol, ou vitamine D3. Des essais sur des rats et des cailles du Japon on montré une activité de type vitamine D équivalente à 3 et 4 UI par gramme de matière sèche.
Le cholécaciférol est présent principalement dans les feuilles jeunes et beaucoup moins dans les autres organes de la plante (tiges, racines, fleurs et graines). Le taux de cholécalciférol dans la plante  est fonction de l'exposition de celle-ci aux rayons ultraviolets
.
Cette espèce est sensible au virus de la mosaïque de l'avoine dorée (YOgMV, yellow oatgrass mosaic virus), appartenant au genre Tritimovirus.

## Usages
L'avoine jaunâtre est utilisée comme plante à gazon et comme plante fourragère, mais présente cependant l'inconvénient d'être toxique pour le bétail au delà d'une certaine concentration à cause de ses effets calcinogènes. La consommation de cette plante provoque en effet le syndrome de la calcinose enzootique chez le bétail qui en broute, notamment les moutons.
En France, elle n'est  répandue et spontanée, en prairies permanentes, qu'en zone méditerranéenne, sur sol calcaire et séchant (typiquement les Préalpes). Elle ne semble pas poser de problèmes pour les moutons qui la consomment volontiers et favorisent la dissémination et la germination des graines par leur piétinement. Elle n'est pas semée et considérée d'intérêt moyen.

## Taxinomie

### Synonymes
Selon Catalogue of Life (26 février 2017)
- Avena alpestris Host
- Avena alpestris var. purpurascens (DC.) DC.
- Avena candollei M.Serres
- Avena flavescens L.
- Avena flavescens var. capillacea Gaudin
- Avena flavescens var. depauperata (Mert. & W.D.J.Koch)
- Avena flavescens var. lutescens Rchb.
- Avena flavescens f. major Hausskn., nom. illeg.
- Avena flavescens var. major Mert. & W.D.J.Koch
- Avena flavescens var. variegata Mert. & W.D.J.Koch
- Avena flavescens var. vulgaris Alef.
- Avena purpurascens DC.
- Avena sikkimensis Hook.f.
- Avenastrum flavescens (L.) Jess.
- Trisetaria flavescens (L.) Baumg.
- Trisetaria flavescens subsp. purpurascens (DC.) Banfi & Soldano
- Trisetum candollei (M.Serres) Verl.
- Trisetum flavescens subsp. africanum (H.Lindb.) Dobignard
- Trisetum flavescens var. africanum H.Lindb.
- Trisetum flavescens var. alpinum Parl.
- Trisetum flavescens var. clausonii Maire
- Trisetum flavescens var. dimorphantha Maire & Weiller
- Trisetum flavescens var. glabrata Asch., nom. nud.
- Trisetum flavescens subsp. griseovirens (H.Lindb.) Dobignard
- Trisetum flavescens var. griseovirens (H.Lindb.) Maire
- Trisetum flavescens f. hirticulmis H.Lindb.
- Trisetum flavescens var. latifolium-majus Schur
- Trisetum flavescens f. lutescens (Rchb.) Buia & Morariu
- Trisetum flavescens subsp. macratherum (Maire & Trab.) Dobignard
- Trisetum flavescens var. macratherum (Maire & Trab.) Maire & Weiller
- Trisetum flavescens subsp. parvispiculatum Tzvelev
- Trisetum flavescens var. pratense (Pers.) Beck
- Trisetum flavescens subsp. pratensis (Pers.) Beck
- Trisetum flavescens subsp. purpurascens (DC.) Arcang.
- Trisetum flavescens var. purpurascens (DC.) Arcang.
- Trisetum flavescens subsp. splendens (J.Presl) Arcang.
- Trisetum flavescens var. subtriflorumtranssilvanicum Schur
- Trisetum flavescens subsp. tatricum Chrtek
- Trisetum flavescens f. variegatum (Mert. & W.D.J.Koch) Beetle
- Trisetum flavescens var. variegatum (Mert. & W.D.J.Koch) Schur, nom. illeg. (synonyme ambigu)
- Trisetum flavescens var. variegatum Mert. & W.D.J.Koch (synonyme ambigu)
- Trisetum flavescens var. villosum Celak.
- Trisetum griseovirens H.Lindb.
- Trisetum handelii Vierh.
- Trisetum macratherum Maire & Trab.
- Trisetum parvispiculatum (Tzvelev) Prob.
- Trisetum pratense Pers.
- Trisetum sikkimense (Hook.f.) Chrtek
- Trisetum transsilvanicum Schur, pro syn.
- Trisetum varium Schur
- Trisetum varium var. violaceum Schur

### Liste des sous-espèces et variétés
Selon Tropicos (26 février 2017) (Attention liste brute contenant possiblement des synonymes) :
- sous-espèce Trisetum flavescens subsp. baregense (Laffitte & Miégev.) O. Bolòs, Masalles & Vigo
- sous-espèce Trisetum flavescens subsp. flavescens
- sous-espèce Trisetum flavescens subsp. parvispiculatum Tzvelev
- sous-espèce Trisetum flavescens subsp. pratense (Pers.) Asch. & Graebn.
- sous-espèce Trisetum flavescens subsp. sibiricum (Rupr.) T. Koyama
- sous-espèce Trisetum flavescens subsp. tenue (Hack. ex Forman) Strid
- variété Trisetum flavescens var. bifidum (Thunb.) Makino
- variété Trisetum flavescens var. flavescens
- variété Trisetum flavescens var. macranthum Hack.
- variété Trisetum flavescens var. papillosum Hack.
- variété Trisetum flavescens var. sibiricum (Rupr.) Ohwi
- variété Trisetum flavescens var. tenue Hack. ex Forman
- variété Trisetum flavescens var. variegatum (Gaudin) Schur